# Vehicle aeri no tripulat
|  | Per a altres significats, vegeu «Vehicle aeri no tripulat de combat». |

|  | Per a altres significats, vegeu «Munició rondadora». |

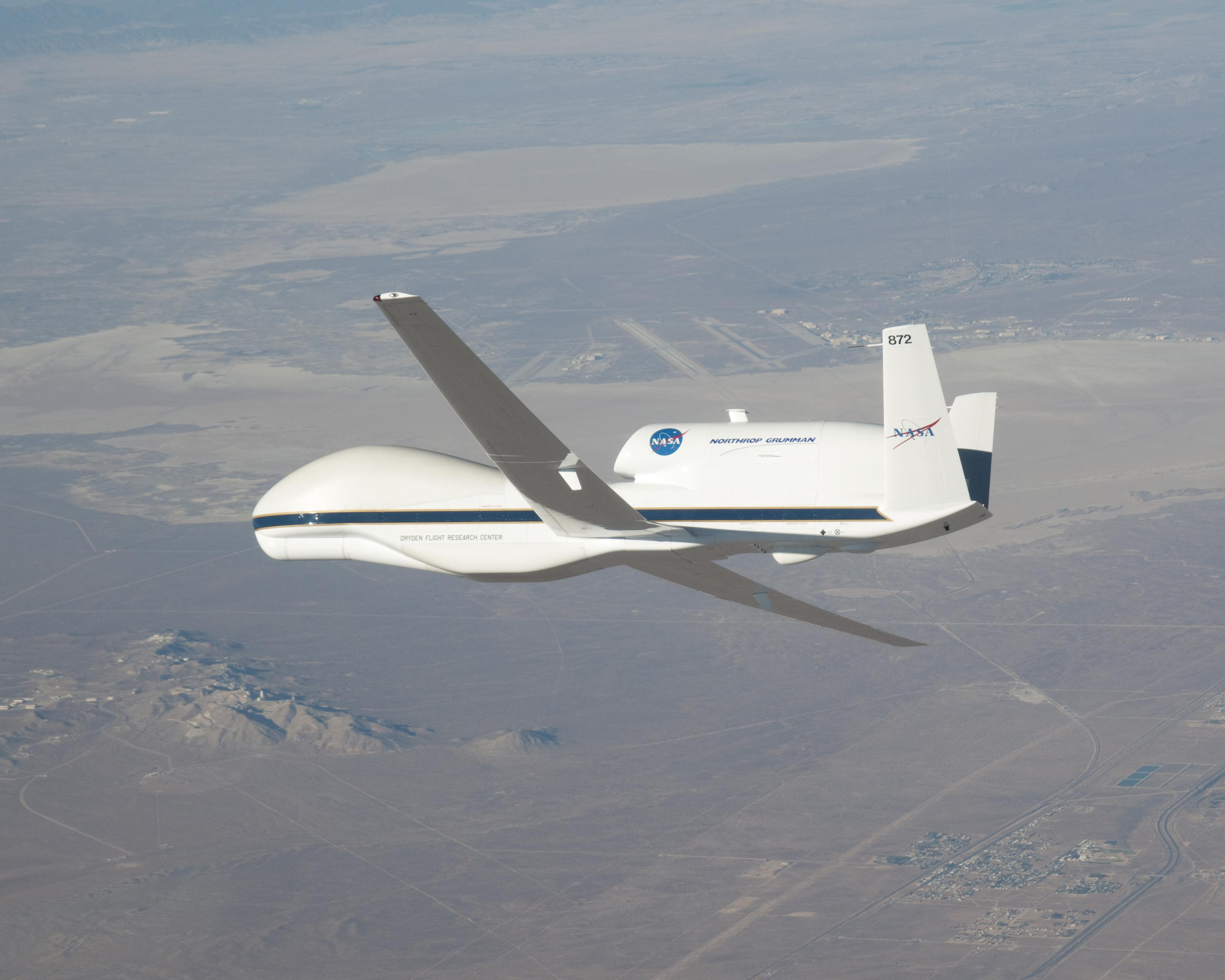
Un vehicle aeri no tripulat Northrop Grumman RQ-4 Global Hawk, de més de 13 metres de llarg, fa mesures de la composició química de la troposfera per la NASA.

Un vehicle aeri no tripulat (per les seves sigles VANT o, en anglès UAV) o dron, és un tipus d'aeronau, reutilitzable i sense persones a bord, dissenyat per a complir tasques de caràcter civil o militar controlat per un humà a distància o amb un cert grau d'autonomia. N'hi ha molts tipus, formes i tenen un gran ventall d'aplicacions, però tradicionalment s'han usat en tasques repetitives, de transport o de treball en entorns bruts o perillosos on els humans no podrien fer la feina amb seguretat.
Els UAV són la versió aèria dels vehicles terrestres no tripulats o UGV's, (unmanned ground vehicle), i dels vehicles marins o submarins no tripulats, USV's (unmanned surface vehicle) i UUV's (unmanned underwater vehicle), respectivament.

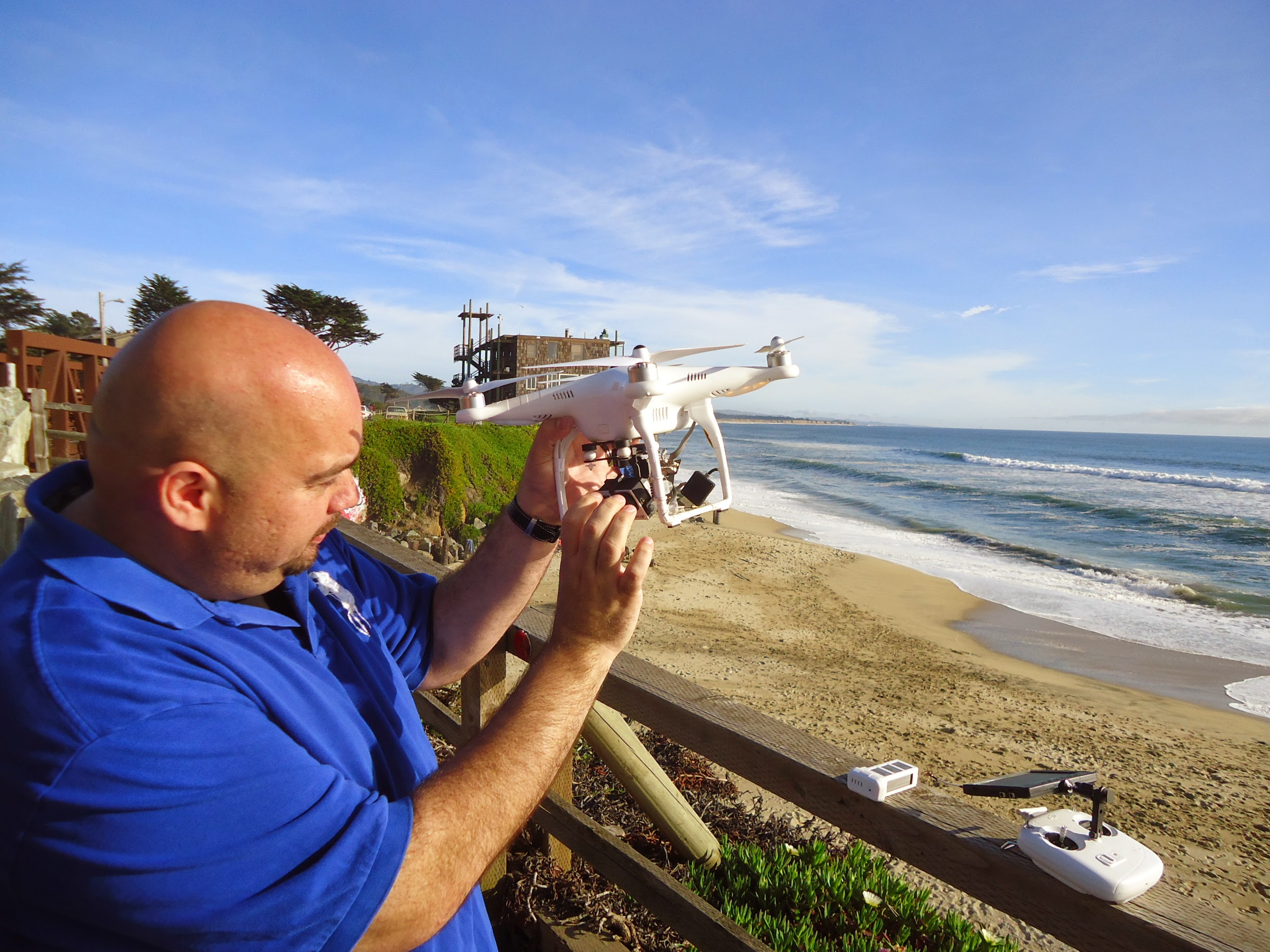
Els petits drons domèstics es van popularitzar a partir del 2010. Amb unes dimensions petites i un baix cost, sovint permeten fer fotografies i vídeos des de l'aire.

L'any 2011 les despeses globals en UAV's eren de 5.900 M$ l'any, xifra que creix a bon ritme. Segons l'estudi de l'empresa consultora Teal Group s'espera que aquesta xifra es dobli durant aquesta dècada.

## Terminologia
La ràpida popularització dels vehicles aeris no tripulats ha provocat que les paraules: dron, vehicle aeri no tripulat, UAV, drone... s'emprin com a sinònims. Tot i això, en dominis d'especialitat, cada denominació es refereix a un tipus específic de vehicle aeri no tripulat:
- Vehicle aeri no tripulat i UAV, de l'anglès Unmanned Aerial Vehicle, són dues de les tres formes normalitzades pel Consell Supervisor del TERMCAT. El nom defineix, tècnicament, aeronaus que poden volar de forma autònoma o controlada per un pilot. És el terme que engloba tot el conjunt.
- Dron, manlleu de l'anglès drone (abellot), és l'altra forma normalitzada pel Consell Supervisor del TERMCAT. El 2015 va ser escollit com a neologisme de l'any.[8] El nom, tècnicament, només es refereix a les aeronaus sense pilot controlades autònomament d'acord amb un programa de vol.[7]
- Aeronau pilotada remotament, o RPA de l'anglès Remotely Piloted Aircraft, no és una forma normalitzada però tècnicament es refereix a aeronaus que volen gràcies a un pilot que és a terra, fent servir algun tipus de telecomunicació.

Generalment, des del món acadèmic, la línia entre una aeronau controlada remotament i un dron se situa en l'ús d'aquest darrer de sistemes de posicionament global (GPS), unitats de mesura inercial (IMU) o algun tipus d'autopilot per volar. Per altra banda, vehicle aeri no tripulat o UAV, els engloba a tots dos. Acadèmica i militarment el terme UAV és el predominant, i des de la Força Aèria dels Estats Units d'Amèrica s'intenta minimitzar el terme drone com a denominador dels UAV's militars perquè dona una percepció de que són vehicles completament autònoms, quan realment són controlats per humans.

## Història
Restringint els UAV's a vehicles que volen per aerodinàmica i alguna mena de control, el primer vehicle aeri no tripulat el va dissenyar l'anglès Douglas Archibald l'any 1883. Archibald va muntar un anemòmetre a un estel per mesurar la velocitat del vent a alçades de fins a 360 m. L'any 1887 va incorporar càmeres als estels, desenvolupant el primer UAV de reconeixement.

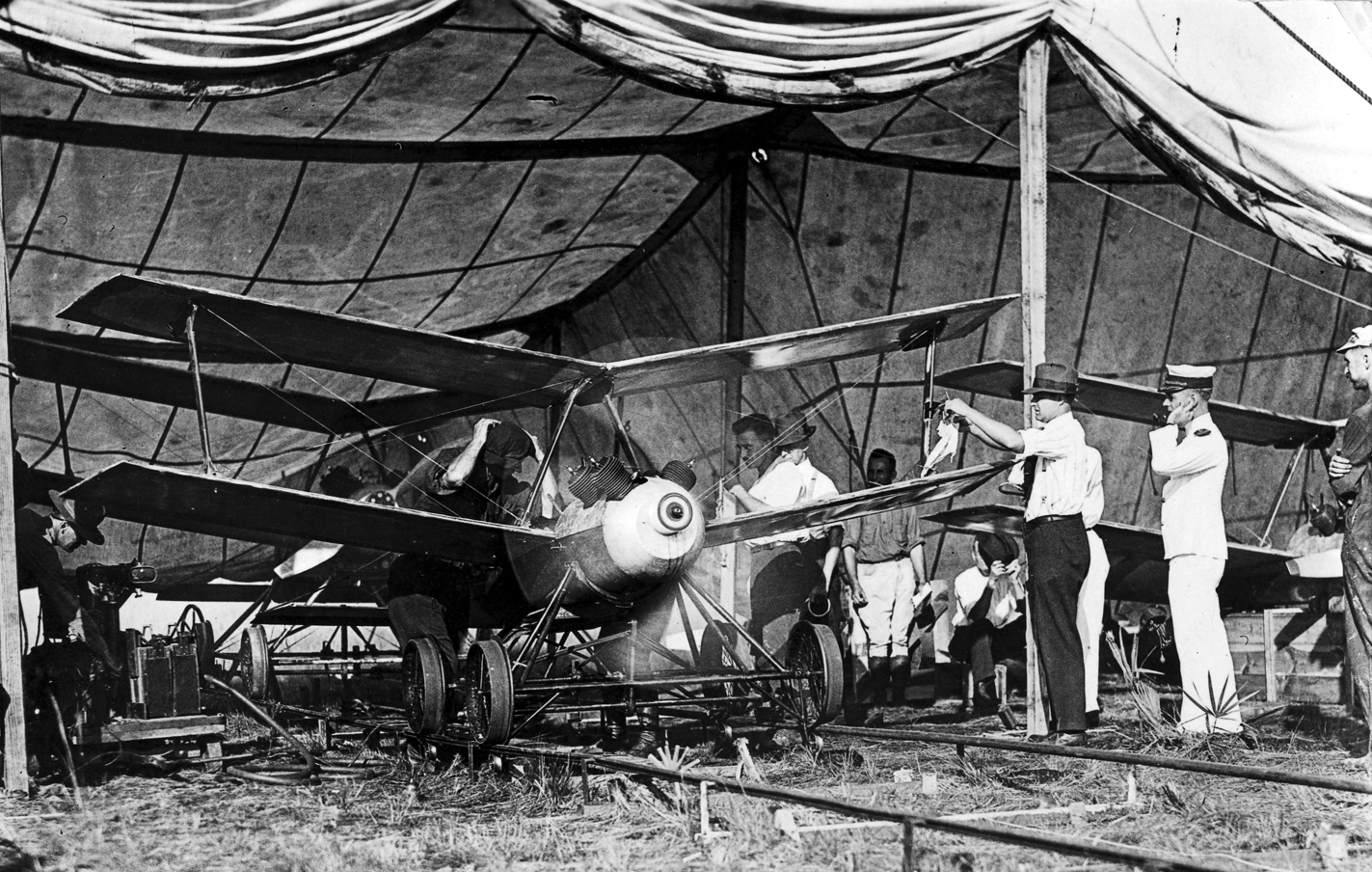
Un dels primers vehicles aeris no tripulats, el Kettering Bug, l'any 1918.

El 1898, a la Guerra de Cuba, el periodista i fotògraf William Abner Eddy va fer centenars de fotografies de les flotes i tropes amb estels, que hauria estat un dels primers usos militars dels vehicles aeris no tripulats.
Però no va ser fins a la Primera Guerra Mundial que els vehicles aeris no tripulats van esdevenir sistemes reconeguts. Charles F. Kettering, inventor i enginyer elèctric estatunidenc, va desenvolupar un biplà pel Cos de Senyals de l'Exèrcit. Va tardar 3 anys a desenvolupar-lo i va rebre el nom Kettering Aerial Torpedo, més conegut com a Kettering Bug o avió Bug. Aquest giny, mitjançant un giroscopi, mantenia el rumb i, gràcies a uns tècnics que calculaven el llançament, l'avió volava fins a l'objectiu triat on s'encastava explotant. Aquest primer vehicle aeri no tripulat podia volar vora 120 km, a 80 km/h, i carregar 80 kg d'explosius. Aquest UAV, tot i ser produït en massa, va arribar tard per participar en la Gran Guerra i només es va provar els mesos següents.
L'any 1917, Elmer Ambrose Sperry, amb la col·laboració de Glenn Curtis, va desenvolupar un UAV per la Marina dels EUA, semblant al Kettering Bug però inferior en la majoria d'aspectes, que es va anomenar Sperry-Curtis Aerial Torpedo. Tot i realitzar alguns vols reeixits, l'invent mai va ser produït a gran escala.

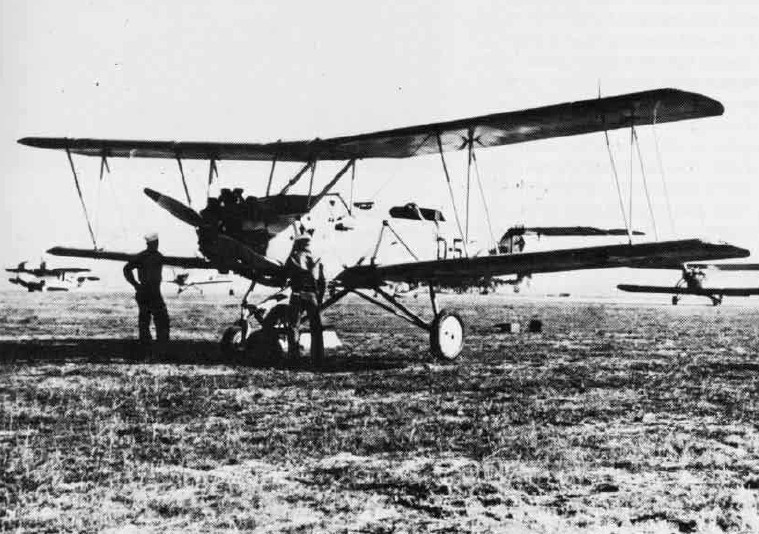
Un blanc aeri no tripulat Curtiss N2C-2 NAF, de la Marina dels EUA, de l'any 1938-39. A la fotografia s'hi pot veure el tren d'aterratge de tres rodes, dissenyat per poder aterrar sense pilot.

Durant el període d'entreguerres la influència de les aeronaus en el camp de batalla terrestre i naval va ser objecte de discussió. En aquesta situació els vehicles aeris no tripulats van trobar un altre rol, el de blancs. Per estudiar l'efectivitat de l'armament i entrenar els artillers i pilots es va reconduir i focalitzar l'ús dels UAV's al de servir d'objectius dels soldats. Per exemple, en el cas naval, la British Royal Air Force i la Royal Navy estudiaven la capacitat d'un avió d'enfonsar un vaixell de guerra. Alguns creien que no seria possible enfonsar un vaixell armat amb peces antiaèries. L'any 1933 el Regne Unit va fer un experiment per esbrinar-ho; per sorpresa de tothom, però, un blanc aeri no tripulat va sobrevolar 40 cops un vaixell de guerra armat amb els canons antiaeris més moderns sense rebre cap dany. Aquesta informació, descoberta paral·lelament al Regne Unit, els Estats Units d'Amèrica i el Japó, va resultar crucial per formular una doctrina de guerra aèria moderna. També va resultar fonamental aquest coneixement per la producció dels portaavions, que van preveure que serien els vaixells clau dels futurs conflictes.
Entre 1918 i 1939 pràcticament les principals potències van intentar desenvolupar algun tipus de vehicle aeri no tripulat, però gairebé totes les iniciatives van estar encaminades a l'ús dels UAV's com a blancs.
En el camp civil, el 1937, Ross Hull i Clinton DeSoto van fer la primera demostració d'un avió de radiocontrol com a joguina. Per fer-lo Hull va dissenyar l'antena de tub que farien servir posteriorment altres avions a radiocontrol. Aquell mateix any van completar més de 100 vols a Hartford, Connecticut, amb un model de 4 metres d'envergadura.
Durant la Segona Guerra Mundial els vehicles aeris no tripulats de bombardeig van tornar a aparèixer com a part dels arsenals dels Estats Units i de l'Alemanya nazi. Els primers van desenvolupar l'assault drone o TDN-1, aquest UAV incorporava una càmera de televisió per a ser guiat, via ràdio, amb més precisió des de l'avió tripulat que el controlava. Uns 140 models d'aquest UAV van ser enviats a la Guerra del Pacífic on van tenir un raonable èxit contra els japonesos. Els EUA també van manipular diferents bombarders normals per convertir-los en no tripulats i fer-los servir com a bomba tant al front occidental com l'oriental de la guerra.
Per la banda alemanya, es va desenvolupar la famosa bomba volant V-1, un vehicle aeri no tripulat dissenyat per castigar la rereguarda aliada. A més a més de les bombes V-1, Alemanya va intentar dissenyar vehicles que combinessin la precisió dels avions tripulats amb la seguretat dels UAV's. Per fer-ho es van produir diversos models de vehicle aeri no tripulat que anaven enganxats a un avió convencional, com el Junkers Ju 88 o el Messerschmitt Bf 108, i que, arribat al punt de llançament, es desacoblaven i atacaven sols. Aquests dissenys no van ser gaire reeixits, no per culpa de la tecnologia sinó de la dificultat de les operacions encomanades.

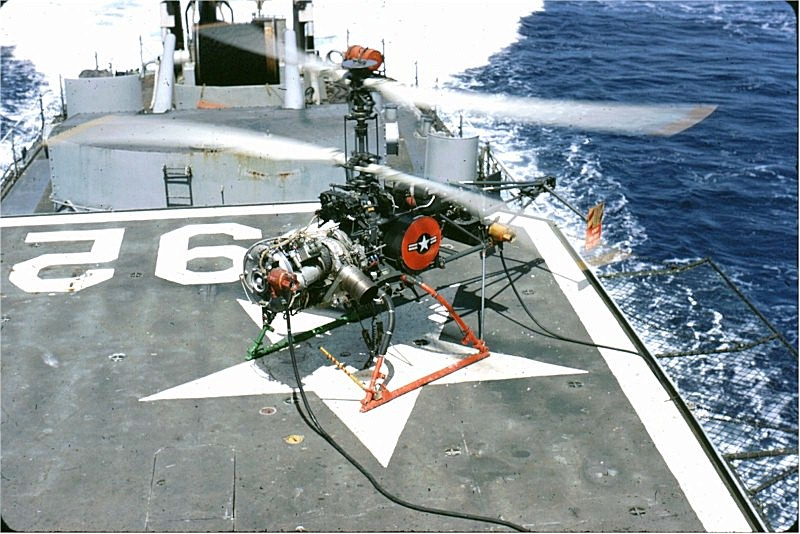
Fotografia de l'any 1967 d'un dels primers UAV's de rotor, el QH-50 DASH, a bord del destructor USS Allen M. Sumner (DD-692).

Després de la guerra, les aplicacions dels UAV's es van diversificar. La millora de les càmeres fotogràfiques i dels sistemes de navegació, que durant la Segona Guerra Mundial no podien competir contra un pilot experimentat, va permetre l'aparició dels vehicles aeris no tripulats de reconeixement. Un dels primers UAV's de postguerra amb aquest rol fou l'anomenat Radioplane Q-1, que equipat amb un turboreactor podia operar durant 60 minuts.
Una altra aplicació pels vehicles aeris no tripulats va ser la d'esquer de radar. Durant la Guerra del Vietnam una de les principals amenaces per l'aviació estatunidenca eren els míssils terra-aire que eren dirigits mitjançant radars. Una solució al perill que representaven fou la creació d'uns "esquers" que imitaven el senyal dels avions i feien gastar els míssils inútilment. Un exemple d'aquest tipus d'UAV és el McDonnell ADM-20 Quail. A principis de la dècada dels 60, amb la popularització dels helicòpters també van aparèixer els vehicles aeris no tripulats de rotor. Un exemple d'aquest tipus d'UAV és el QH-50 DASH, un vehicle aeri no tripulat antisubmarí que es va usar entre els anys 60/70 i del qual se'n van produir 810 unitats.
Gradualment, aquesta diversificació dels UAV's es va anar ampliant fins a la gran varietat de vehicles aeris no tripulats actuals. En els darrers anys també s'ha de destacar l'aparició de vehicles aeris no tripulats per aplicacions civils.

## Classificació
Generalment els UAV's són categoritzats segons la capacitat de càrrega o la mida de l'aeronau. Tot i així, es poden classificar de moltes maneres i les definicions canvien constantment a mesura que la tecnologia avança. Una de les divisions més generalitzada, de llarga autonomia a poca, és la següent:
| Designació              | Característiques |
| ----------------------- | --- |
| HALE                    | Sigles de l'anglès High altitude long endurance, gran alçada i llarga autonomia, poden volar a més de 15.000 m d'alçada durant més de 24 hores. Solen ser UAV's militars operats des de bases terrestres molt llunyanes.                                                               |
| MALE                    | Sigles de l'anglès Medium altitude long endurance, alçada mitjana i llarga autonomia, volen entre els 5.000 i els 15.000 metres d'alçada amb una autonomia de, més o menys, 24 hores.                                                                                                  |
| TUAV                    | Sigles de l'anglès Medium Range or Tactical UAV, es categoritzen segons el seu abast màxim, que oscil·la entre els 100 i 300 km. Aquests vehicles aeris no tripulats ja són més petits i solen funcionar amb sistemes més senzills.                                                    |
| Close-Range UAV         | Són vehicles aeris no tripulats petits i fàcils de transportar. Tenen un abast inferior o igual als 100 km i, probablement, són dels més usats en qualsevol tipus d'aplicació. |
| MUAV o Mini UAV         | Són UAV's classificats a partir d'una certa massa, encara no definida, però segurament inferior als 20 kg. Capaços de ser llançats per una persona i operats a distàncies menors als 30 km, també són vehicles aeris no tripulats molt usats tant per aplicacions civils com militars. |
| MAV o Micro UAV         | Els MAV's es van definir, originalment, com a UAV's amb una envergadura inferior als 150 mm. Són vehicles aeris no tripulats pensats per operar a entorns urbans, particularment a prop d'edificis, i han de volar lentament. Generalment són llançats per una persona.                |
| NAV o Nano Air Vehicles | Són vehicles aeris no tripulats teòrics i que haurien de fer-se servir en conjunt valent-se de la intel·ligència d'eixam. |

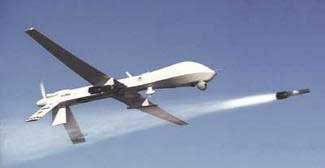
Un dron de classe III General Atomics MQ-1 Predator dispara un míssil Hellfire.

Una classificació alternativa, emprada especialment per a UAV militars, és la proposada per JCGUAV (Joint Capability Group on Unmanned Aerial Vehicles) de l'OTAN:
- Classe I: de menys de 150 kg i curt abast, operat per un o un grup reduït de persones i per emprat per a missions de reconeixement. Es divideix en 3 subcategories de drons segons el seu pes: micro (< 2 kg), mini (2-20 kg) i petit (> 20 kg).
- Classe II: d'entre 150 i 600 kg, poden volar a uns 3.000 m d'altitud fins a 200 km de l'estació de control. També s'anomenen drons tàctics.
- Classe III: de més de 600 kg i grans prestacions. S'hi inclouen els tipus HALE i MALE descrits anteriorment. Alguns dissenys poden anar armats com l'MQ-9 Reaper.

## Certificació
Un dels principals obstacles pel creixement de la indústria dron ha estat la falta de confiança en les aeronaus. Sense un sistema de certificació en vigor, no hi havia cap manera d'assegurar que les aeronaus complien amb les especificacions recollides en les regulacions nacionals i europees.
A partir de l'1 de gener de 2024, tots els drons que sobrevolin l'espai aeri dels estats membres de la Unió Europea hauran d'estar prèviament certificats, amb l'anomenada Etiqueta de Classe. Depenent de la Classe obtinguda (de C0 a C6, ambdues incloses), els drons podran volar en un escenari o altre, complint amb el reglament delegat (UE) 2019/945 de la Comissió.
Aquest fet convertirà el sector dels drons en més segur i estandarditzat, com la resta de sectors madurs.

## Elements d'un UAV
Els UAVs se solen dividir en 6 grans elements:
1. Sistema de control i comandament
2. Aeronau
3. Comunicacions
4. Càrrega útil
5. Sistemes de llançament i recuperació
6. Factor humà

Tot i així, com que els UAVs poden ser aparells molt complexos, es poden dividir en més parts.

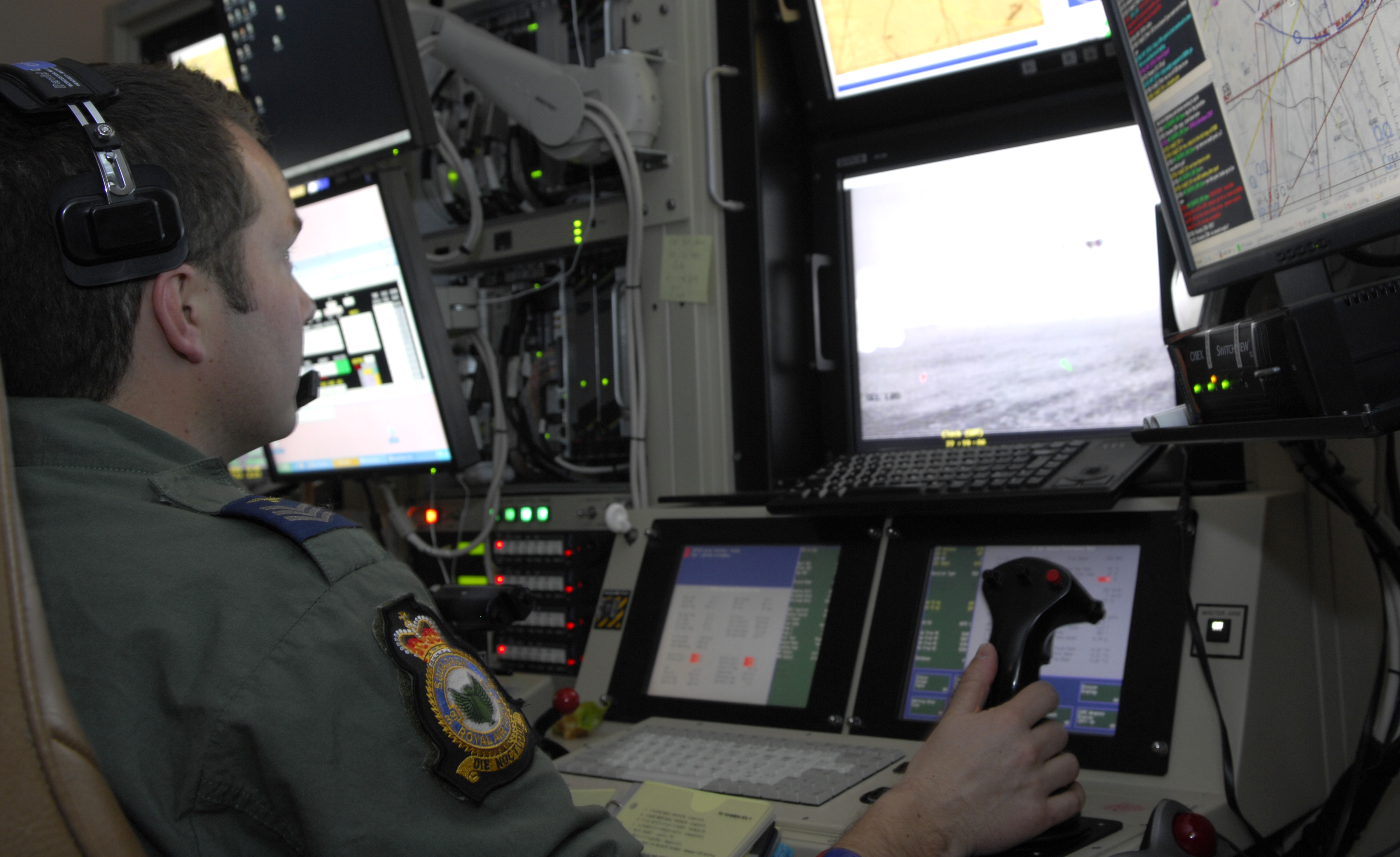
Estació de control terrestre d'un Reaper MQ-9 amb un operador de la RAF dirigint-lo.

### Sistema de control i comandament
Un dels sistemes de control més bàsics i comuns de qualsevol vehicle aeri no tripulat és el pilot automàtic, que permet a l'UAV volar sense haver d'estar en tot moment controlat per un operador. A més a més, alguns dels UAVs més moderns disposen d'algun sistema de processament a bord que permeten complir parts de la missió automàticament. Tot i cada vegada disposen de més autonomia generalment, per les maniobres més complexes com aterrar, enlairar-se o complir la missió, es continua necessitant un operador humà.
Per a la interacció entre el vehicle aeri no tripulat i l'operador que dirigeix la missió, normalment es fa servir una estació de control a terra o a bord de l'aeronau. L'estació de control és l'element que controla el vehicle aeri no tripulat i serveix d'interfície home-màquina. En anglès l'estació de control s'anomena Control Station (CS) i a les estacions de control terrestres o d'abord se les anomena Ground Control Station (GCS) o Ship Control Station (SCS), respectivament.
Mitjançant l'estació de control, els operadors envien les ordres a l'aeronau amb el sistema de comunicacions i dirigeixen la missió. Al mateix temps, l'aeronau envia informació (vídeo, fotografies, geolocalització...) a l'estació de control per ajudar els operadors a entendre la situació de l'UAV. Generalment l'estació de control té dues consoles, una pel pilot i l'altre per l'operador de la càrrega útil. L'estació de control, sovint, també es comunica amb altres sistemes externs per rebre informació addicional o per informar de les dades obtingudes pel vehicle aeri no tripulat.

### L'aeronau

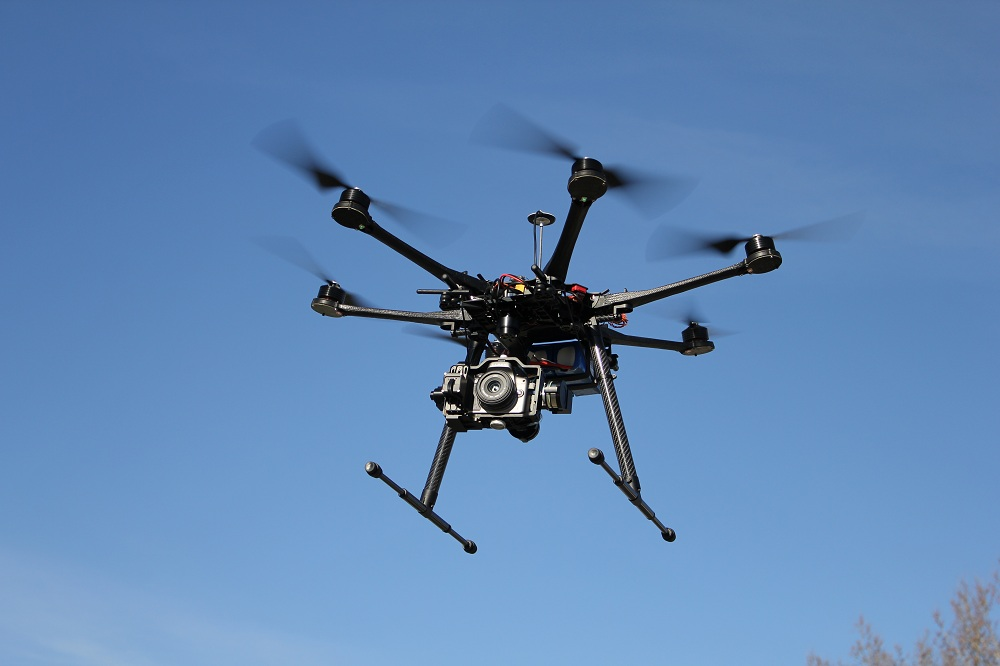
Els UAV civils solen ser d'enlairament i aterratge vertical (VTOL) perquè maniobren fàcilment. En concret, els multirotors poden portar una càmera com a càrrega útil i es fan servir molt per gravar paisatges, esdeveniments esportius o culturals...

L'aeronau és el vehicle que conté tots els aparells de l'UAV. Hi ha molts tipus d'aeronau i sovint s'engloben en dos grans categories:
- Aeronaus d'ala fixa
- Aeronaus d'enlairament vertical

El tipus i mida del vehicle aeri està determinat pel tipus de missió que ha de complir l'UAV. La principal tasca de l'aeronau és la de transportar la càrrega útil fins al punt d'aplicació, a més a més dels sistemes necessaris per funcionar: comunicacions, control d'estabilització, generadors d'electricitat...

### Comunicacions
Les comunicacions, o data link, són el conjunt de sistemes que transmeten i reben la informació necessària per al funcionament de l'UAV. En aquest apartat s'ha de tenir en compte el mitjà per on es transmetran les dades, el tipus d'antena que s'usarà a l'UAV o a l'estació de control...
En qüestió de les dades que s'envien, s'han de tenir en compte dos aspectes: l'amplada de banda (bandwidth) i la ràtio de transmissió de dades (data rate). L'amplada de banda és la freqüència a la que s'envien les dades, que pot ser més alta o més baixa, i que pot estar regulada per llei. La ràtio de transmissió de dades és la quantitat de dades transferides per segon pel canal de comunicacions i es mesura en bytes per segon.

Animació del llançament d'un UAV Rheinmetall KZO des d'un camió a Kunduz, mitjançant un sistema de propulsió per coet.

### Càrrega útil
La càrrega útil són els aparells que es volen transportar i que serveixen per complir les missions. La càrrega útil, en anglès Payload, varia segons les necessitats de la missió i pot anar des d'una càmera fixa d'uns 200g fins a un sistema de radar de més de 1000 kg. La majoria dels UAV's combina diferents sensors per obtenir dades més completes.

### Sistemes de llançament i recuperació
Els sistemes de llançament i recuperació dels UAVs poden arribar a ser parts molt complicades. La importància d'enlairar-se i aterrar correctament és fonamental, ja que són maniobres complexes i que podrien malmetre tot el vehicle aeri no tripulat.
Generalment els mètodes de llançament de l'aeronau es poden classificar en tres tipus, cadascun amb la seva pròpia manera de recuperar-lo:
1. Enlairament i aterratge horitzontal o HTOL (de l'anglès Horizontal Take-Off and Landing) o CTOL. Amb un tren d'aterratge aquest tipus d'UAV fa servir una superfície preparada per les maniobres d'enlairament i aterratge.
2. Catapulta o llançament propulsat per coet. Quan l'UAV no disposa de capacitat de vol vertical o quan no hi ha un terreny habilitat per volar es poden fer servir sistemes que impulsen el vehicle aeri no tripulat durant els primers moments del vol. Es poden fer servir molts tipus de llançadores, des d'una persona que l'impulsa a mà fins a catapultes (CATO) carregades amb un camió o coets (JATO/RATO).
3. Enlairament i aterratge vertical o VTOL (de l'anglès Vertical Take-Off and Landing). Són aeronaus que no necessiten cap mena de pista d'aterratge perquè el seu disseny permet un enlairament i aterratge vertical.[30]

Tot i així, n'hi ha de menys generalitzats que també s'usen com l'STOL, CATOBAR…

### Factor humà
Un element molt important dels vehicles aeris no tripulats és el factor humà. En la gran majoria d'UAVs es necessita una persona o més per dirigir la missió.
En un futur es preveu que l'element humà serà cada vegada menys important i que, de mica en mica, els UAVs necessitaran menys interacció amb les persones per poder funcionar.

## Vocació civil dels UAV

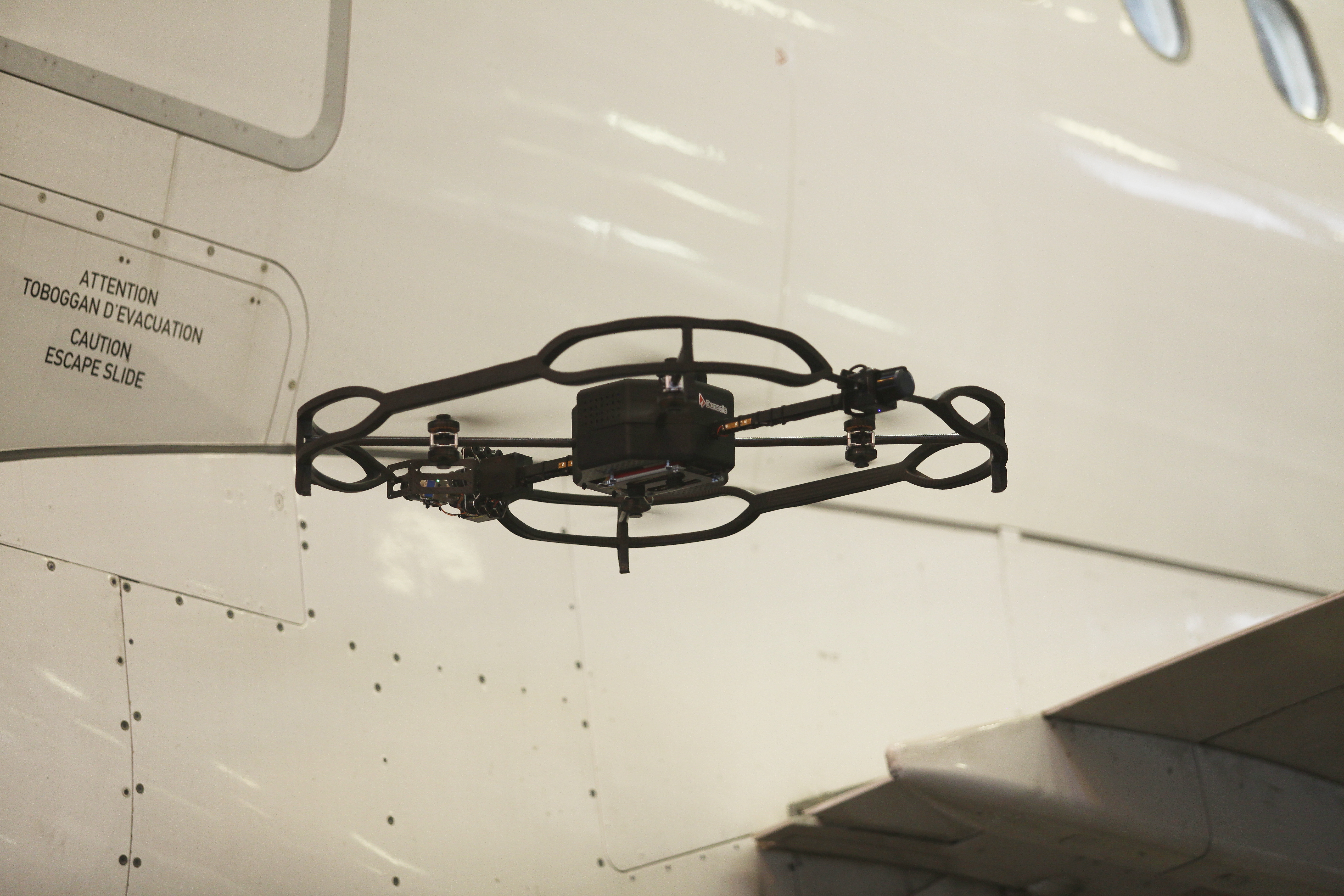
Automatitzat Donecle Drone que inspecten un avió.

Després del seu baptisme de foc, molts van veure en aquesta nova tecnologia una eina fonamental per a una societat civil lluny dels camps de batalla. Les aplicacions d'aquests UAV civils o drons són cada vegada més grans. Des de la prevenció dels incendis forestals que devasten els boscos de mig món, la vigilància de fronteres, el control de grans infraestructures industrials com els oleoductes o tasques de vigilància i control en aquelles zones catastròfiques en les quals una avió convencional posaria en risc les vides dels seus tripulants (desastres químics o nuclears). A aquesta versatilitat s'uneix un cost econòmic molt menor per operació del que en l'actualitat tenen els sistemes més tradicionals (avions i helicòpters convencionals). Però com passa en temps de pau el desenvolupament de la indústria civil ha d'enfrontar-se primer amb les traves burocràtiques per poder desenvolupar-se. A Europa la companyia espanyola Flightech Systems ha estat la pionera obtenint els primers Certificats de Aeronavegabilitat Experimental atorgats a Europa per AESA Arxivat 2017-11-30 a Wayback Machine.. Altres companyies civils estan seguint el mateix camí en la recerca de la certificació definitiva que permeti operar els UAV civils.
Camb la robotización del manteniment aeronàutic, s'utilitzen automatitzat UAV per a inspecció, com el de Donecle. Els UAV poden servir com a instruments per a l'agricultura de precisió.

## Aplicació dels UAV en l'audiovisual
Actualment, la utilització dels UAV és indispensable en el món audiovisual. Des de fa pocs anys, la seva popularitat civil i de oci a crescut fins ha convertir-se en un objecte molt utilitzat en qualsevol projecte audiovisual: cinema, televisió, spots publicitaris, o també en vídeos professionals de celebracions privades, com per exemple, casaments.
En els últims anys s'ha popularitzat l'ús d'oci dels drons en la població civil. El seu abaratiment ha fet que la població conegui aquests aparells i s'interessi  en realitzar fotografies o filmacions aèries i també en les competicions de curses de drons. 

### Cinema
Utilitzar drons en el cinema permet filmar plans que mai abans s'haurien pogut aconseguir, i també permet moure càmeres de gran qualitat a un preu molt baix. Totes aquestes possibilitats han fet que la indústria del cine s'interessés per aquests aparells, és per això que actualment el mercat dels UAV està creixent i noves empreses s'interessen en la fabricació i innovació d'aquests aparells.
Com per exemple,  l'empresa DJI, que va apostar per la indústria del cine i va crear un dron capaç de portar càmeres professionals de fins a 6kg, amb sensors de posició, GPS i estabilitzador de vídeo. Aquest és un dels molts exemples de que el mercat dels UAV està en constant innovació i perfeccionament. També cal destacar l'avantatge que suposa la compatibilitat d'acoblar càmeres de cinema professionals com les 4k en els drons. L'arribada dels drons en el cinema ha suposat l'eliminació progressiva dels helicòpters, a causa del seu elevat preu. Els drons també permeten més opcions creatives, ja que es poden moure fàcilment per qualsevol lloc: per sobre el mar, entre dos roques, volar pel mig de la ciutat, etc. D'aquesta manera s'aconsegueixen plans que amb un helicòpter no es podrien realitzar. L'arribada dels UAV en el món del cinema es pot comparar amb l'arribada de l'Steadicam als anys setanta o l'animació per ordinador en els noranta, que van canviar per complet el món del cine. 
L'ús de drons en la realització cinematogràfica no va ser permès fins al 2014, encara que moltes productores ja l'havien utilitzat abans i havien amagat el seu ús. Una de les primeres produccions en utilitzar un aparell el més semblant a un dron és “ La llegenda de Bagger Vance” (Robert Redford, 2000). Transformers o Harry Potter també es van avançar als permisos en la utilització d'aquest petit helicòpter. El 2012 Skyfall va grabar una escena coneguda i innovadora per la utilització dels drons, és l'escena inicial en el que James Bond s'escapa en moto per les teulades de la ciutat d'Istambul. Cal destacar la primera pel·lícula rodada íntegrament per drons: In the Robot Skies: A Drone Love Story, de Liam Young estrenada el 2016. I també cal esmentar les diverses pel·lícules on apareixen drons en les seves històries: Inferno, Insterstellar, Blade Runner 2049, etc.
En pocs anys els UAV  s'han arrelat en la indústria del cine, com ho va fer l'Steadicam en el seu moment, i actualment, gairebé totes les pel·lícules que necessiten plans aèris utilitzen aquest aparell. 
També s'ha creat un festival de cinema d'imatges esclusivament fetes per dron: el Flying Robot International Film Festival, que se celebra a San Francisco des de 2015. 

### Els UAV en imatges esportives
Les imatges aèries que s'aconsegueixen amb els drons són espectaculars, i el sector que s'està beneficiant més d'aquests aparells és l'esportiu. En qualsevol tipus d'esport es poden utilitzar els drons, sigui a l'aire lliure, en un interior o per sota l'aigua, amb un drone subaqüàtic. Ja sigui per enregistrar imatges, retransmetre en directe o també per utilitzar-lo com a arbitre o jutge. 
En els esports de risc i els de muntanya s'utilitza molt els UAV degut a les bones imatges que s'aconsegueix amb els paisatges que es filmen o fotografien. Amb esports com el trailrunning, el highline (slackline en altura), l'esquí o l'escalada, és molt comú que les filmacions o fotografies siguin fetes amb dron. Ja hi han empreses dedicades exclusivament a realitzar audiovisuals esportius amb UAV per la muntanya, i la majoria de fotògrafs de muntanya també realitzen gran part del seu treball amb drons. Empreses de productes audiovisuals esportius han llançat al mercat els seus drons propis per grabar en situacions esportives com per exemple el dron Karma de l'empresa GoPro, dissenyat perquè les seves càmeres no depenguin d'altres fabricants, i així poder tenir tot un sistema de filmació integrat. Una de les característiques més rellevants del Karma és que es pot plegar i guardar en una motxilla, també conté un estabilitzador de vídeo desmontable, de manera que pots utilitzar-lo sense el dron.
Però la revolució més important dels UAV a nivell esportiu és el llançament de drons autònoms que amb un localitzador et segueixen sense que l'hagis de controlar. Estem parlant del dron Lily, el primer que va incorporar aquest sistema intel·ligent. L'usuari només s'ha de posar un geolocalitzador el braç, des d'on també pot controlar la càmera. Per fer-lo volar s'ha de llançar a l'aire, també enregistra el so i és resistent a l'aigua. Aquest dron va guanyar el premi innovació del CES 2016. Més tard, molts altres fabricants van incorporar aquest mecanisme intel·ligent de seguiment en els seus drons:  Airdog ADII, Stakker, Ghost drone i molts més. Aquest tipus de drone intel·ligent és utilitzat per aquells que volen ser filmats mentres realitzen una activitat (en la majoria dels casos, esportiva) i no poden controlar el dispositiu, ja sigui esquiant, anant amb bicicleta o amb cotxe. Un inconvenient d'aquests tipus de drons és que només tenen una autonomía de vol d'entre 15 i 30 minuts. Es recomanable tenir recanvis de bateries, ja que encara no s'ha innovat prou en aquest aspecte.
Parlem ara de les possibles aplicacions futures que poden tenir els UAV en el món de l'esport. A mesura que vagin millorant les característiques d'aquests aparells anirem veient com es van incorporant en diversos àmbits de l'esport. El president d'honor del Bayern de Múnic, Franz Beckenbauer ja va dir que algun dia els àrbitres de futbol seran substituïts per drons, com apuntàvem a l'inici d'aquest apartat. Potser seran drons o potser seran càmeres no aèries, el que és segur és que la tecnologia de l'audiovisual cada vegada tindrà un paper més important en les decisions arbitrals, com ja la té en altres esports com l'hoquei herba.
Els UAV ja s'estan començant a utilitzar en els entrenaments d'equips de futbol professional. José Ramón Sandoval, tècnic del Granada, va ser el primer entrenador espanyol d'utilitzar aquesta tecnologia en els entrenaments per estudiar els moviments dels seus jugadors des d'una perspectiva que mai abans s'hauria pogut aconseguir.
En diversos esports, la majoria a l'aire lliure ja s'estan utilitzan els UAV per realitzar plans aèris en retransmissions en directe, és menys costós que utilitzar helicòpters i com hem explicat té l'avantatge d'apropar-se més a allò que es vol filmar.
Probablement aquests aparells encara triguin uns anys a implantar-se plenament en el món esportiu, com hem vist, són molts els usos que se li poden donar i també els avantatges que podem tenir amb la seva utilització. De mica en mica s'aniran produint canvis tecnològics en l'esport i els UAV seran un element a tenir en compte a l'hora de realitzar aquests canvis.